# National Women’s Soccer League 2014/College-Draft
Der NWSL-College-Draft 2014 wurde am 17. Januar 2014 im Rahmen der jährlichen NSCAA Convention in Indianapolis zum zweiten Mal durchgeführt. Vertreter der neun an der NWSL-Saison-2014 teilnehmenden Franchises konnten dort in vier Runden College-Spielerinnen unter Vertrag nehmen. Im Gegensatz zum Vorjahr war die Veranstaltung für Besucher zugänglich.

## Prozess
Grundlage für die ursprüngliche Draftreihenfolge war die Abschlusstabelle der regulären Saison 2013 in umgekehrter Reihenfolge; dem Vorjahres-Schlusslicht Washington Spirit hätte also in allen Draftrunden der jeweils erste Zugriff zugestanden. Eine Sonderregelung musste jedoch für die Erweiterungsfranchise Houston Dash gefunden werden, die erst zum Jahresende 2013 ihre Kaderplanung aufgenommen hatte. Diese erhielt in der ersten Draftrunde den zweiten Pick, in allen weiteren den jeweils ersten. Alle anderen Mannschaften rückten dementsprechend um eine Position nach hinten. Bereits während beziehungsweise nach der Saison 2013 waren zudem diverse Wahlmöglichkeiten als Pfand bei Spielerinnentransfers eingesetzt worden, so dass die tatsächlichen Picks teils stark von der ursprünglichen Reihenfolge abwichen. Ebenfalls eine Folge dieser Tauschgeschäfte war das starke Ungleichgewicht bezüglich der Anzahl der Picks, die den Teams im Laufe des Drafts zur Verfügung standen: Der FC Kansas City und die Boston Breakers konnten je sechs Spielerinnen auswählen, der amtierende Meister Portland Thorns FC dagegen nur zwei.

### Grundlegende Draftreihenfolge
1. Houston Dash  1
2. Washington Spirit
3. Seattle Reign FC
4. Chicago Red Stars
5. Boston Breakers
6. Sky Blue FC
7. Portland Thorns FC
8. FC Kansas City
9. Western New York Flash

## Ergebnis

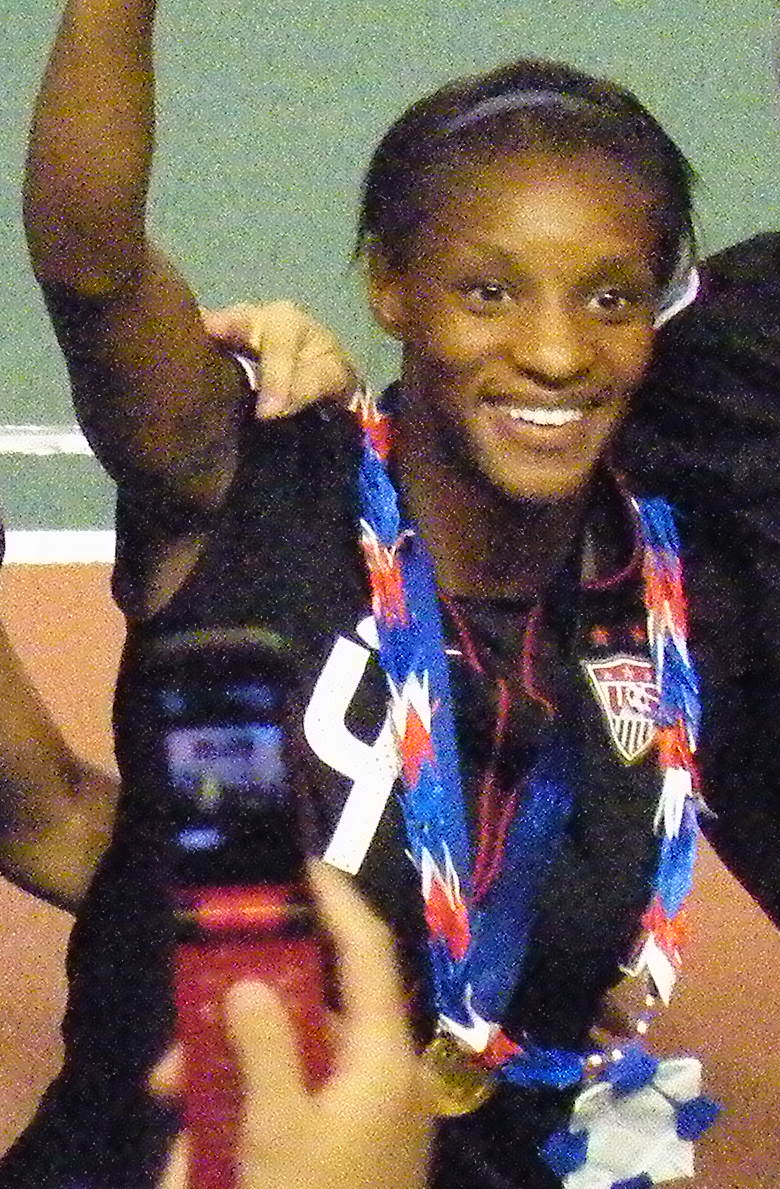
Crystal Dunn, hier nach dem Gewinn der U-20-WM 2012, wurde als erste Spielerin gedraftet.

Zu jeder Spielerin ist das Collegeteam angegeben, für das sie in der Saison 2013 antrat. Bei Spielerinnen, die nicht die Staatsbürgerschaft der Vereinigten Staaten besitzen, ist das Herkunftsland entsprechend angegeben.
|         | Franchise              | Spielerin          | College                    |
| ------- | ---------------------- | ------------------ | -------------------------- |
| Runde 1 |                        |                    |                            |
| 1       | Washington Spirit      | Crystal Dunn       | North Carolina Tar Heels   |
| 2       | Houston Dash           | Kealia Ohai        | North Carolina Tar Heels   |
| 3       | Chicago Red Stars      | Julie Johnston     | Santa Clara Broncos        |
| 4       | Chicago Red Stars      | Vanessa DiBernardo | Illinois Fighting Illini   |
| 5       | FC Kansas City         | Kassey Kallman     | Florida State Seminoles    |
| 6       | Sky Blue FC            | Maya Hayes         | Penn State Nittany Lions   |
| 7       | Seattle Reign FC       | Amanda Frisbie     | Portland Pilots            |
| 8       | Boston Breakers        | Nkem Ezurike       | Michigan Wolverines        |
| 9       | Western New York Flash | Courtney Verloo    | Stanford Cardinal          |
| Runde 2 |                        |                    |                            |
| 10      | Houston Dash           | Rafaelle Souza     | Ole Miss Rebels            |
| 11      | Houston Dash           | Marissa Diggs      | UCF Knights                |
| 12      | FC Kansas City         | Morgan Marlborough | Santa Clara Broncos        |
| 13      | Boston Breakers        | Natasha Anasi 1    | Duke Blue Devils           |
| 14      | Western New York Flash | Cloee Colohan 1    | BYU Cougars                |
| 15      | Sky Blue FC            | Hayley Haagsma     | Texas Tech Red Raiders     |
| 16      | FC Kansas City         | Jenna Richmond     | UCLA Bruins                |
| 17      | Seattle Reign FC       | Megan Brigman      | North Carolina Tar Heels   |
| 18      | Western New York Flash | Kelsey Wys         | Florida State Seminoles    |
| Runde 3 |                        |                    |                            |
| 19      | FC Kansas City         | Frances Silva      | West Virginia Mountaineers |
| 20      | FC Kansas City         | Mandy Laddish      | Notre Dame Fighting Irish  |
| 21      | Boston Breakers        | Jazmine Reeves     | Virginia Tech Hokies       |
| 22      | Chicago Red Stars      | Hayley Brock       | Maryland Terrapins         |
| 23      | Boston Breakers        | Mollie Pathman     | Duke Blue Devils           |
| 24      | Sky Blue FC            | Michelle Pao 1     | Pepperdine Waves           |
| 25      | Portland Thorns FC     | Emily Menges       | Georgetown Hoyas           |
| 26      | Washington Spirit      | Molly Menchel 1    | Virginia Cavaliers         |
| 27      | Western New York Flash | Annie Steinlage 1  | Virginia Cavaliers         |
| Runde 4 |                        |                    |                            |
| 28      | Houston Dash           | Jordan Jackson     | Nebraska Cornhuskers       |
| 29      | Washington Spirit      | Shasta Fisher 1    | Virginia Cavaliers         |
| 30      | Seattle Reign FC       | Ellen Parker 1     | Portland Pilots            |
| 31      | Portland Thorns FC     | Elisabeth Sullivan | Mississippi State Bulldogs |
| 32      | Boston Breakers        | Jami Kranich       | Villanova Wildcats         |
| 33      | Sky Blue FC            | Elizabeth Eddy 1   | USC Trojans                |
| 34      | Boston Breakers        | Kim DeCesare       | Duke Blue Devils           |
| 35      | FC Kansas City         | Maegan Kelly       | Marquette Golden Eagles    |
| 36      | Western New York Flash | Kristen Hamilton 1 | Denver Pioneers            |

## Folgen
Mit Crystal Dunn und Julie Johnston nahmen zwei Spielerinnen am Draft teil, die bereits ab dem Jahr 2013 in der A-Nationalmannschaft der Vereinigten Staaten zum Einsatz gekommen waren. Beide wurden bereits in der ersten Runde gedraftet, ebenso wie die spätere kanadische Nationalspielerin Nkem Ezurike. Mit Ezurike und der Brasilianerin Rafaelle Souza wurden zwei Spielerinnen ausgewählt, die nicht die Staatsbürgerschaft der Vereinigten Staaten besitzen.
Mit Kelsey Wys und Jami Kranich wurden lediglich zwei Torhüterinnen gedraftet. Neun Spielerinnen wurden von ihren Franchises bereits vor dem ersten Spieltag der Saison 2014 wieder freigestellt.